# 2009년 일본의 텔레비전 드라마 목록
다음은 2009년에 일본의 텔레비전에서 방송되었던 드라마 프로그램을 나열한 목록이다.

## 1분기
- Q.E.D.증명종료
- RESCUE 특별고도구조대
- 가면라이더 디케이드
- 강아지 마메시바
- 나니와의 꽃 - 오가타 코안의 사건 수첩 -
- 도어 투 도어 나는 뇌성마비 탑 세일즈맨
- 돌아온 33분 탐정
- 러브 셔플
- 리셋
- 망상자매
- 메이의 집사
- 보이스 - 생명 없는 자의 목소리 -
- 비혼동맹
- 사기꾼 리리코
- 사무라이전대 신켄쟈
- 세레브리3
- 신의 물방울
- 오늘도 맑음. 이상 무
- 오바 30
- 오카이모노
- 우타노 오니상
- 정말로 있었던 무서운 이야기 겨울 특별편 2009
- 제니게바
- 찬스! ~그녀가 성공한 이유~
- 천지인
- 초인 우타다
- 츠바사
- 키이나 -불가능 범죄 수사관 -
- 트라이앵글
- 특명계장 타다노 히토시 4
- 필살사업인 2009
- 하늘을 나는 타이어
- 혈액형별 여자가 결혼하는 방법
- 형 돌아오다
- 후쿠오카 연애백서 4 ~두개의 러브 스토리~
- 흔히있는 기적

## 2분기
- 7만인 탐정 니토베
- BOSS
- MW - 뮤 - 제 0 장 : 악마의 게임
- 갓핸드 테루
- 결혼활동!
- 결혼활동 이혼활동
- 고스트 프렌즈
- 교토지검의 여자 5
- 긴급출동! 레스큐파이어
- 나의 여동생
- 더 퀴즈 쇼 2
- 러브 게임
- 마녀재판
- 마마는 뉴하프
- 메이드 형사
- 명탐정의 규칙
- 미스터 브레인
- 바람에 휘날리는 비닐 시트
- 반장 1
- 부부도 2
- 사랑과 멋과 남자
- 사랑해 ~용서~
- 수증기 스나이퍼
- 스마일
- 시바토라 ~동안형사! 사상 최대의 위기 스페셜~
- 아득한 인연
- 아지랑이의 갈림길 ~이네무리 이와네 에도일지~ 3
- 야광의 계단
- 에고이스트
- 우리집 남자
- 육아플레이
- 이케멘 소바 가게 탐정 ~괜찮아!~
- 종신 검시관 1
- 카리유시 선생 힘내!
- 트윈 스피카
- 표류 인터넷 카페
- 하얀 봄
- 홈리스 중학생 2

## 3분기
- 가면라이더 W
- 과수연의 여자 9
- 관료들의 여름
- 구명병동 24시 4
- 남자다운 남자! 2
- 다마시에 우타마로 1
- 댄디 대디?
- 리미트 형사의 현장 2
- 미토코몬 제40부
- 버저 비트 : 벼랑 끝의 히어로
- 빨간코 선생님
- 사랑해 악마
- 사루락
- 신 경시청 수사 1과 9계 1
- 어머니의 선물
- 엄마는 옛날에 아빠였다
- 여기는 잘나가는 파출소
- 오르트로스의 개
- 오토멘 ~여름~
- 우리는 천사다! NO ANGEL NO LUCK
- 웰 카메
- 육아 플레이 & 모어
- 이웃집 잔디
- 이케멘 소바 가게 탐정 ~괜찮아!~ 2
- 일하는 곤!
- 임협 헬퍼
- 재생의 마을
- 정말로 있었던 무서운 이야기 10주년 기념
- 제왕
- 천국에서 너를 만나면
- 콜센터의 연인
- 파견의 오스칼
- 형을 잊지마
- 화려한 스파이
- 휴대폰 형사 제니가타 메이

## 4분기
- 0호실의 손님
- ROMES 공항방어 시스템
- 고대소녀 도그짱
- 교섭인 2
- 그 남자, 부서장 3
- 기네 산부인과 여자들
- 내 비밀★무기
- 뉴스 속보는 흘렀다
- 단절
- 도쿄 DOGS 최악이자 최고의 파트너
- 독신
- 라스트 메일 2
- 라이어 게임 2
- 리얼 클로즈
- 마쓰모토 세이초 드라마 스페셜 얼굴
- 마이 걸
- 방청 매니아 09
- 범피
- 불모지대
- 사무라이 하이스쿨
- 소공녀 세이라
- 시스터
- 심야식당
- 아사미 미츠히코 ~최종장~
- 언덕 위의 구름
- 언터처블
- 엄마, 배구로 잡아줘
- 여왕 - 버진
- 오토멘 ~가을~
- 외사경찰
- 우리는 천사다! NO ANGEL NO LUCK 3D
- 은폐지령
- 진 1
- 차왕 -돈의 달인-
- 챌린지드
- 크리스마스의 기적
- 파트너 8
- 행렬 48시간

## 자료 출처
- ja:2009年のテレビドラマ (日本)

## 같이 보기
- 일본의 텔레비전 드라마 목록
- 2000년대 일본의 텔레비전 드라마 목록